# Scotophilus nucella
Scotophilus nucella é uma espécie de morcego da família Vespertilionidae. Pode ser encontrada no sudoeste da Costa do Marfim, sul de Gana, e oeste de Uganda próximo a fronteira com a República Democrática do Congo, e na Reserva Florestal Kambai na Tanzânia.